# Min pappa är bättre än din pappa
Min pappa är bättre än din pappa är ett svenskt TV-underhållningsprogram från 2012. Programledare är Adam Alsing.
I programmet tävlar pappor och deras barn om vems pappa som är bäst. Man tävlar om vilken pappa som är starkast, snabbast, smartast och modigast. Vinnarna får chansen att vinna ett presentkort på resor värt 50 000 kronor.